# Basler Läckerli

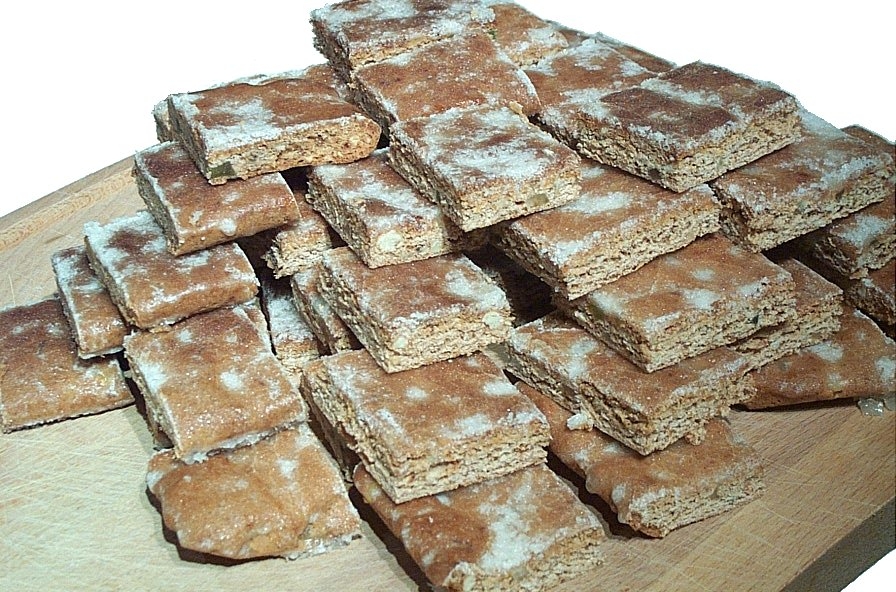
Basler Läckerli.

El Basler Läckerli (en alemán ‘delicia de Basilea’, también Leckerli o Läggerli) es un pan de jengibre tradicional, elaborado con harina de trigo, miel, fruta confitada (cáscara de naranja o limón) y frutos secos (generalmente almendras, a veces nueces o avellanas). La masa se deja reposar una noche y luego se aplana y se hornea, cortándose aún caliente en pequeños trozos rectangulares (los Läckerli), que se pintan con azúcar glas.

## Historia
Los orígenes de este dulce se remontan a la mitad del siglo XIV, cuando los reposteros que elaboraban este pan de jengibre pertenecían al Gremio del Azafrán (comerciantes de especias) que residían en el centro de la ciudad de Basilea. En la época del Consejo de Basilea (1431–1449) se creó un pequeño dulce para su 300 miembros. Como el pan de jengibre parecía demasiado modesto para la ocasión, se creó la más noble variante Läckerli. El término Basel Läckerli aparece por primera vez oficialmente en 1720.